# Guillem Navas
Guillem Navas   (Lleida, 9 d'abril de 1997), més conegut com Navas Petit, és un pilot de freestyle motocross que corre amb l'equip Gas Gas. Especialista en trucs aeris, el 2022 va guanyar la medalla de bronze en la seva primera participació als X Games de San Diego en la prova de quarter pipe gràcies a un salt de 14 metres. Navas entrena a l'únic quarter pipe de sis metres d'Europa, el qual es va construir ell mateix juntament amb el seu germà Antoni a Albatàrrec.
Guillem Navas es va afegir a Queralt Castellet, Laia Sanz i Edgar Torronteras com a únics esportistes catalans a guanyar una medalla en uns X Games.